# Бижас (озеро, Лудзенский край)
Би́жас (устар. Бижа; латыш. Bižas ezers, Bīžas ezers, Bismuižas ezers) — проточное евтрофное озеро Латгальской возвышенности в восточной части Латвии, располагается на территории Рунденской волости Лудзенского края. Относится к водосборному бассейну Западной Двины. Исток Сарьянки.
Находится на восточной окраине национального парка Разнас, в холмистой местности, на высоте 171,7 м над уровнем моря. Вытянуто в субмеридиональном направлении на 3 км, шириной до 0,9 км. На севере и западе несколько узких заливов. По берегам заросли древесно-кустарниковой растительности. Площадь водной поверхности — 166 га, общая — 169 га. Есть пять островов, общей площадью около 2,6 га. Наибольшая глубина — 22 м (достигается в центре северо-западной части акватории), средняя — 6,9 м. Впадает восемь водотоков. Площадь водосборного бассейна — 40,9 км². С восточной стороны вытекает река Сарьянка, правый приток Западной Двины.
Водится линь, налим, окунь, плотва, карп, лещ, щука, окунь.
К востоку от озера проходит региональная автодорога P49.